# Федосеєвська (Архангельська область)
Федосеєвська (рос. Федосеевская) — присілок в Няндомському районі Архангельської області Російської Федерації.
Населення становить 71 особу. Входить до складу муніципального утворення Няндомський муніципальний округ.

## Історія
До 2022 року входило до складу муніципального утворення Шалакуське поселення.

## Населення
| 2002 | 2010 | 2012 |
| ---- | ---- | ---- |
| 81   | ↘40  | ↗71  |